# Maillot rouge
 (août 2025).
Si vous disposez d'ouvrages ou d'articles de référence ou si vous connaissez des sites web de qualité traitant du thème abordé ici, merci de compléter l'article en donnant les références utiles à sa vérifiabilité et en les liant à la section « Notes et références ».

Maillot rouge

Le maillot rouge est un maillot distinctif de couleur rouge porté par le coureur occupant la première place d'un classement au cours de certaines compétitions par étapes de cyclisme sur route.

## Le maillot rouge sur les grands tours

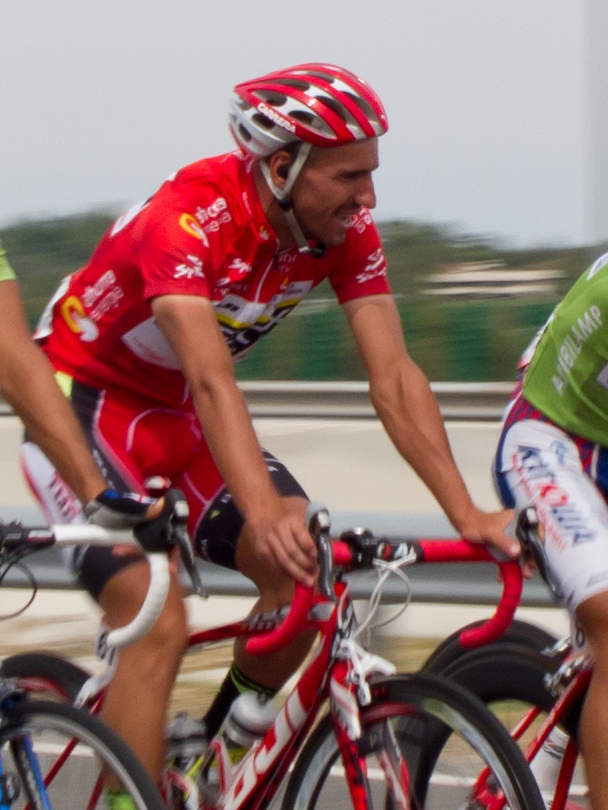
L'Espagnol Juan José Cobo vêtu du maillot rouge lors du Tour d'Espagne 2011

Le maillot est attribué sur les grands tours pour le leader de différents classements :
- Tour de France[1] : 
  - classement par points (en 1968)[2]
  - classement des sprints intermédiaires (de 1984 à 1989)[3]

- Tour d'Italie : 
  - classement par points (de 1967 à 1969 et de 2010 à 2016)[4],[5]

- Tour d'Espagne :
  - classement général (en 1945 et depuis 2010)[6]
  - classement de la montagne (en 1987 et 2009)[7]
  - classement du combiné (en 2005)[7]

## Le maillot rouge sur les autres courses

### Pour le classement général
- Eneco Tour (de 2005 à 2007)
- Tour de Pékin (depuis 2011)
- Tour d'Allemagne (depuis 2018)

### Pour le classement par points
- Eneco Tour (depuis 2008)
- Tirreno-Adriatico

Maillot rouge à pois porté sur le Tour de Suisse

- Tour de Suisse (le maillot est en fait rouge à pois noir)

### Pour le classement de la montagne
- Tour de Californie (depuis 2009)
- Tour de Catalogne
- Tour de Romandie
- Tour de Turquie
- Tour du Pays basque

### Pour d'autres classements
- Classement des sprints
  - Tour de Belgique
  - Tour de Pologne

- Coureur le plus agressif
  - Tour Down Under
  - Tour de Californie (de 2006 à 2008)

- Combativité
  - Tour du Faso
  - Tour du Limousin-Nouvelle-Aquitaine